# Essonistis
Essonistis là một chi bướm đêm thuộc họ Noctuidae.